# 아메리카따오기속
아메리카따오기속(학명: Eudocimus)은 사다새목 저어새과 따오기아과에 속한 새의 속이다.

## 종류
- 아메리카따오기속 Eudocimus
  - 미국흰따오기,  Eudocimus albus
  - 진홍따오기,  Eudocimus ruber